# Italienische Regionen
Die Regionen (italienisch regioni, Singular regione) sind die oberste Ebene der Gebietskörperschaften Italiens nach dem Staat.
Italien ist in 20 Regionen untergliedert, von denen 5 autonome Regionen mit Sonderstatut sind. Die Regionen ihrerseits sind in Provinzen bzw. Metropolitanstädte unterteilt.

## Entstehungsgeschichte
Die Unterteilung Italiens in Regionen reicht bis in die Zeit des Römischen Reiches zurück. Auf Initiative von Kaiser Augustus wurde die italienische Halbinsel gegen Ende des 1. Jahrhunderts v. Chr. im Rahmen einer Verwaltungsreform in elf Regionen unterteilt, um sie von Rom aus leichter regieren und insbesondere die wiederkehrenden Volkszählungen sowie die Steuereintreibung effizienter durchführen zu können.
Der Begriff Region entstammt dem lateinischen regere, was „regieren“ bedeutet. Die römischen Regionen waren demzufolge Verwaltungssprengel, ohne eigene Selbstverwaltungsrechte. Die Unterteilung Mittel- und Süditaliens basierte auf ethnischen und kulturellen Aspekten, während Norditalien eher nach geographischen Kriterien unterteilt wurde (der Fluss Po und die Gebirge).

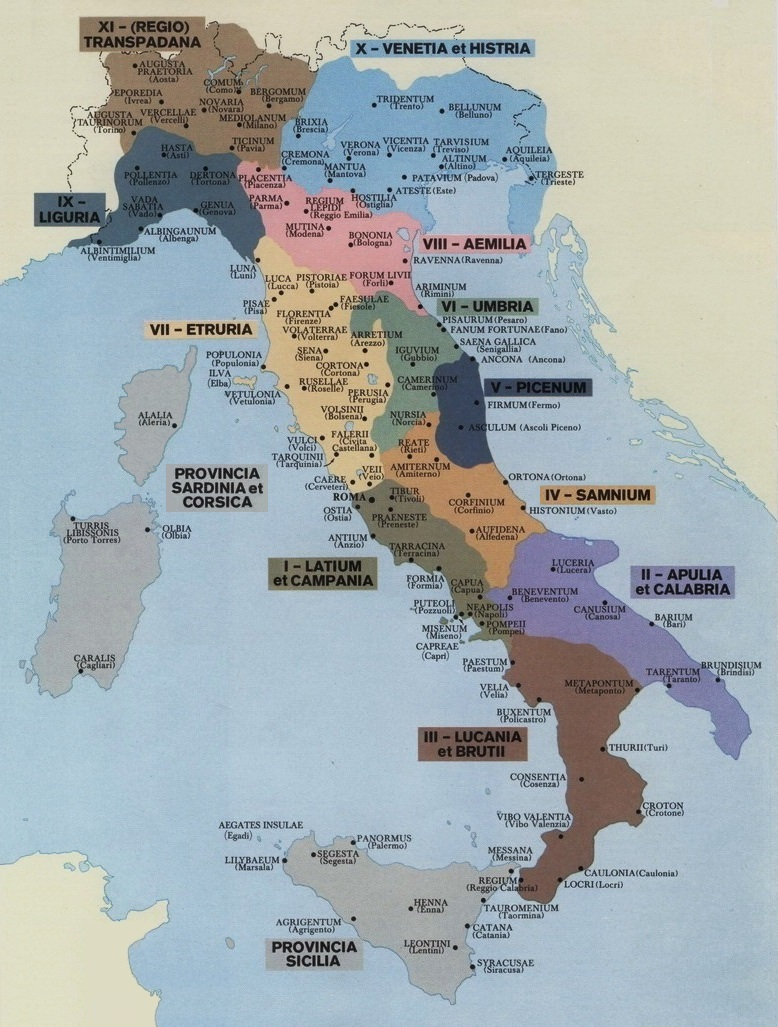
Gliederung Italiens zu Zeiten des Augustus

Diese Gliederung überdauerte Jahrhunderte, bis die germanischen Völkerwanderungen und die Bildung neuer politischer Einheiten zu einer Neuordnung Italiens im Mittelalter führten.

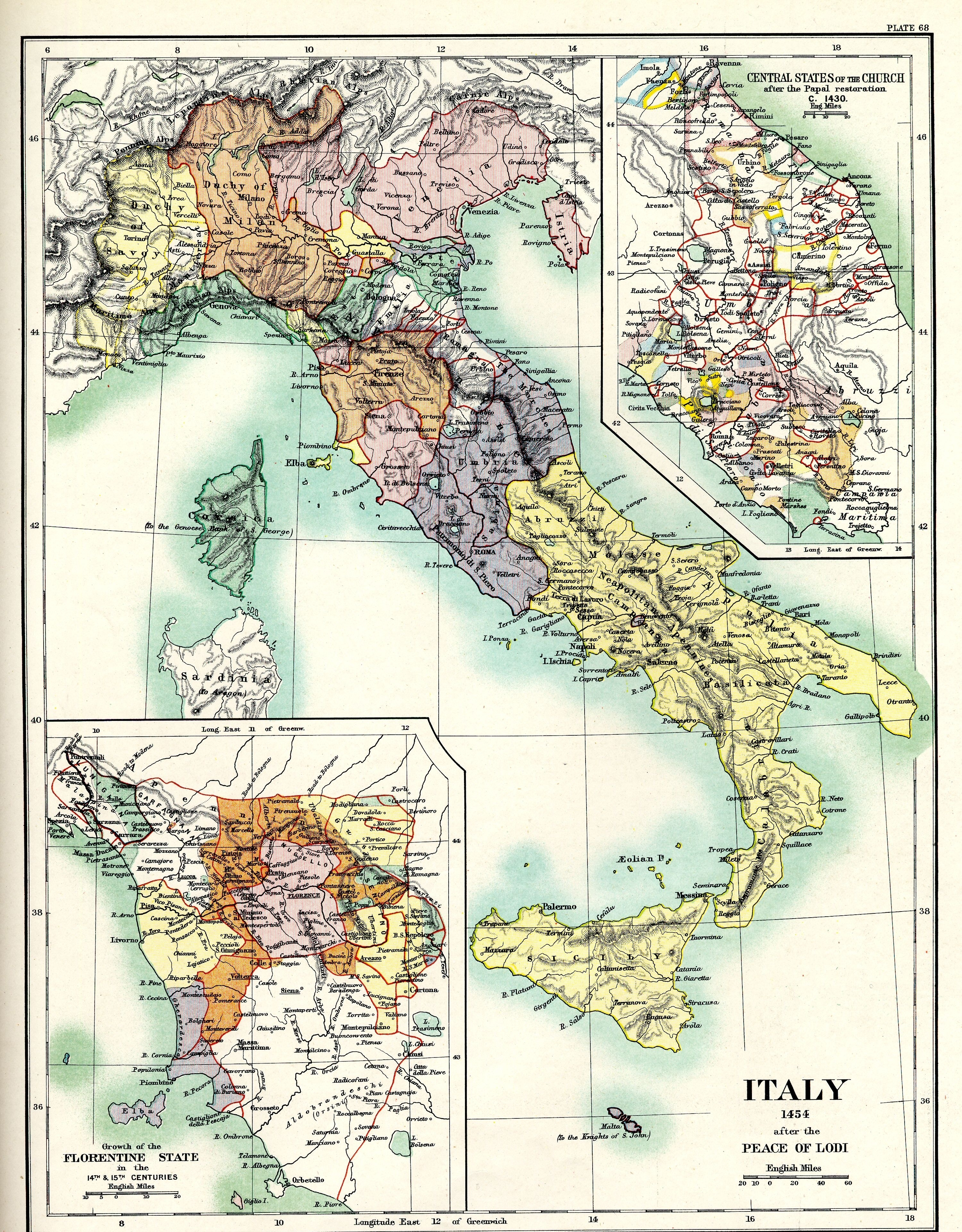
Gliederung Italiens nach dem Frieden von Lodi (1454)

Die Historiker der Renaissance mussten im 15. Jahrhundert eine neue Gliederung Italiens erfinden, die den geschichtlichen Ereignissen gerecht wurde, und lehnten sich nur geringfügig an Augustus Regionen an, bevorzugten sie doch geographische Kriterien. Der Begriff der Region wurde als Gebiet aufgefasst, das sich mit der Zeit ändern konnte, stets mit dem Ziel, die Regierungsarbeit zu erleichtern.
Mit dem Risorgimento wurden die Regionen wieder aufgegriffen, allerdings unter Berücksichtigung kultureller und wissenschaftlicher Kriterien. Die von Cesare Correnti, Mitbegründer der Italienischen Geographischen Gesellschaft und italienischer Unterrichtsminister, zwischen 1851 und 1855 erarbeitete Aufteilung Italiens gilt, mit diversen späteren Überarbeitungen, als Grundlage für die noch heute bestehende regionale Gliederung.
Nach der Einigung Italiens 1861 wurde die Aufteilung Correntis von Pietro Maestri, dem Koordinator des Statistikamtes des Königreiches Italien, übernommen. Maestri nannte die Regionen compartimenti (Bezirke), die lediglich statistische Einheiten waren.
Nach Auffassung von Giuseppe Mazzini sollten die Regionen hingegen zu eigenständigen Gebietskörperschaften ausgebaut werden, ausgestattet mit Gesetzes-, Exekutiv- und Verwaltungsgewalt in Materien von lokalem Interesse. Doch die Dezentralisierungsprojekte der Regierung von Camillo Cavour und von Innenminister Luigi Carlo Farini wurden verhindert und zu den Akten gelegt.
Die regionale Frage wurde nach dem Ersten Weltkrieg von Luigi Sturzo und dem Partito Popolare Italiano thematisiert. Mit der anschließenden Machtergreifung durch die Faschisten wurde Italien hingegen noch stärker zentralisiert, ohne Raum zu lassen für Selbstverwaltungsbestrebungen von Regionen (bzw. Provinzen und Gemeinden).
Nach dem Zweiten Weltkrieg, infolge der Ausrufung der italienischen Republik, wurde von der verfassunggebenden Versammlung ein institutionalisiertes Regionalmodell in die italienische Verfassung aufgenommen, das gegenüber dem autonomistisch betonten der Kommission von Meuccio Ruini im Plenum abgeändert wurde: Nur den Regionen mit Sonderstatut, die bereits Ende der 1940er Jahre eingeführt wurden, sollten besondere Autonomierechte zugestanden werden.
Die übrigen Regionen (mit Normalstatut) sollten eine eigene Regierung und Volksvertretung, aber nur marginale Befugnisse erhalten. Darüber hinaus wurde ihre Einführung von den regierenden Christdemokraten verzögert, da in der Hochzeit des Kalten Krieges das Risiko einer Regierungsübernahme durch die Kommunisten in einzelnen Regionen als nicht hinnehmbar galt.
Erst ab der zweiten Hälfte der 1960er Jahre kam wieder Bewegung in die Regionalfrage. Mit der Einführung der Regionen mit Normalstatut sollten die starken sozialen und politischen Spannungen der damaligen Zeit entschärft werden, darüber hinaus die Bürger politisch stärker eingebunden und die Verwaltung Italiens modernisiert werden. Die Regionen mit Normalstatut wurden in den 1970er Jahren operativ.
Die von zunächst separatistischen Parteien wie der Lega Nord in den 1980er und 1990er Jahren losgetretene sog. „Föderalismusdebatte“ führte 2001 zu einer wichtigen, in einer Volksabstimmung bestätigten Verfassungsreform, durch die die Regionalisierung Italiens ausgebaut wurde.

### Vergleich der Bezirke mit den heutigen Regionen
Nach dem Ersten Weltkrieg wurde das Königreich Italien in 18 statistische Bezirke (compartimenti bzw. circoscrizioni) unterteilt (in Klammern der italienische Name): Piemont (Piemonte, einschließlich heutigem Aostatal und eines kleinen Grenzstreifens, der heute unter französischer Verwaltung steht), Ligurien (Liguria), Lombardei (Lombardia), Tridentinisch Venetien (Venezia Tridentina, heutiges Trentino-Alto Adige/Südtirol), Venetien (Veneto, heutiges Venetien zuzüglich Friaul, das heute Friaul-Julisch Venetien bildet), Julisch Venetien und Zara (Venezia Giulia e Zara, heute zu Friaul-Julisch Venetien, soweit nicht unter slowenischer bzw. kroatischer Verwaltung), Emilia (Emilia, heute Emilia-Romagna), Toskana (Toscana), Marken (Marche), Umbrien (Umbria), Latium (Lazio), Abruzzen und Molise (Abruzzi e Molise), Kampanien (Campania), Apulien (Puglie, heute Puglia), Lukanien (Lucania, entspricht der heutigen Basilikata), Kalabrien (Calabrie, heute Calabria), Sizilien (Sicilia), Sardinien (Sardegna).
Die von der republikanischen verfassunggebenden Versammlung institutionalisierten Regionen wurden in Anlehnung an die bestehenden Bezirke geschaffen, mit vereinzelten Gebietsverschiebungen und Namensänderungen. Neu geschaffen wurden 1948 das Aostatal (Valle d'Aosta) und 1963 Friaul-Julisch Venetien (Friuli-Venezia Giulia). 1963 wurde zudem Molise von den Abruzzen (seitdem Abruzzo) getrennt.

## Statut, Institutionen und Kompetenzen

### Das Statut
Alle Regionen verfügen über ein Statut, eine regionale Verfassung. Auf der Grundlage des Statutes werden die Regionen in zwei bzw. drei Kategorien unterteilt. Anders als die deutschen Länder, die rechtlich alle gleichgestellt sind, unterscheiden sich die italienischen Regionen nach der Reichweite ihrer Autonomie im Rahmen des in Italien praktizierten „differenzierten Regionalismus“.

#### Regionen mit Normalstatut

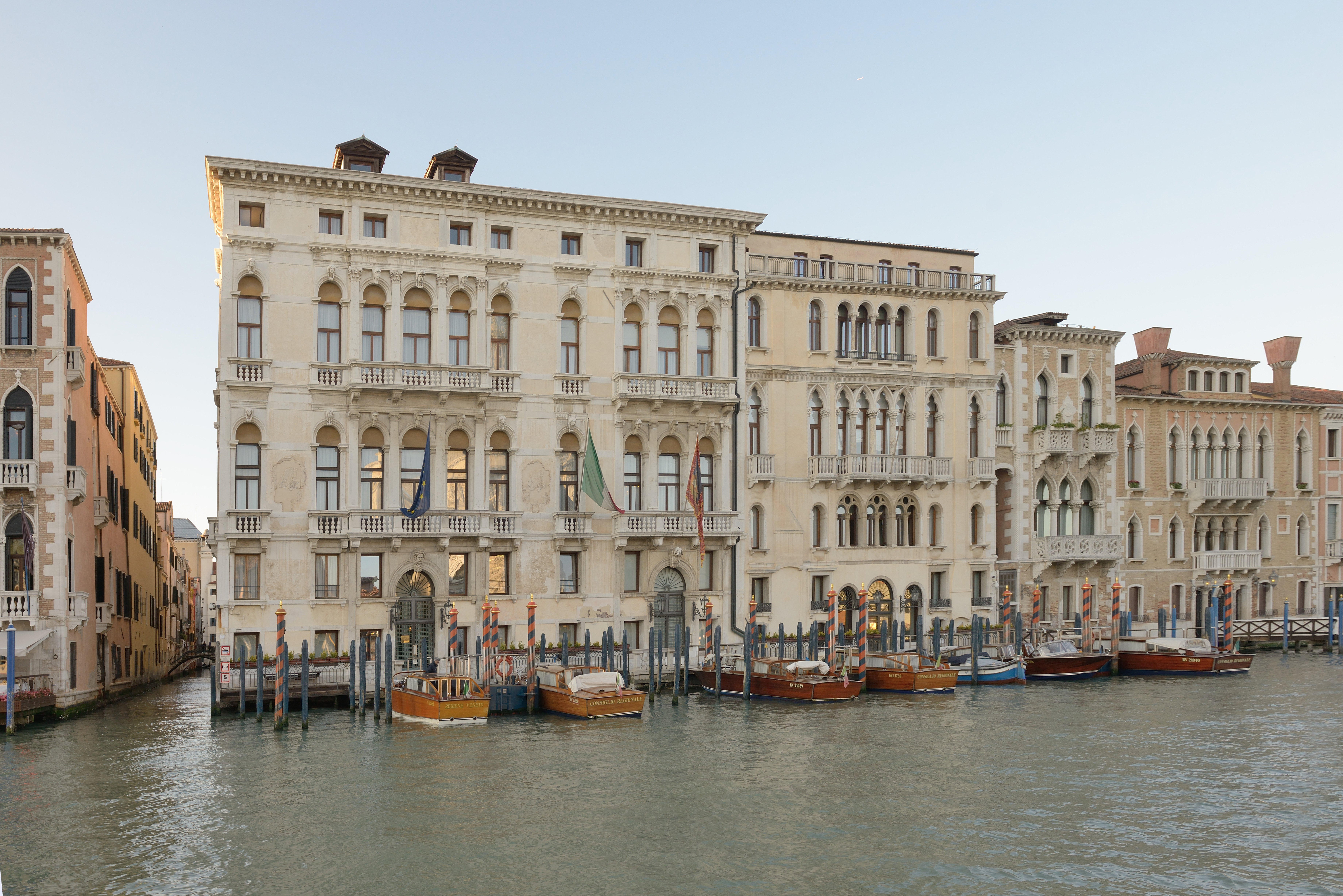
Palazzo Ferro Fini in Venedig, Sitz des Regionalrats von Venetien

15 der 20 italienischen Regionen (namentlich Piemont, Lombardei, Venetien, Ligurien, Emilia-Romagna, Toskana, Umbrien, Marken, Latium, Abruzzen, Molise, Kampanien, Apulien, Basilikata, Kalabrien) verfügen über ein Normalstatut (statuto ordinario). Dieses wird vom Regionalrat verabschiedet, in zwei aufeinanderfolgenden Wahlgängen im Abstand von nicht weniger als zwei Monaten, und kann einem Volksentscheid unterzogen werden. Das Statut, das im Einklang mit der gesamtstaatlichen Verfassung stehen muss, legt die Regierungsform der Region sowie die grundlegenden Prinzipien ihrer Organisations- und Funktionsweise fest. Es regelt die Ausübung des Initiativrechtes und des Rechtes auf Volksbegehren zu Gesetzen und Verwaltungsakten der Region, wie auch die Veröffentlichung der Gesetze und Rechtsverordnungen der Region.
Das Normalstatut enthält daher lediglich organisatorische Bestimmungen. Die Zuständigkeiten der Regionen mit Normalstatut lassen sich aus der italienischen Verfassung ableiten, ebenso wie ihre finanzielle Autonomie, die bis heute großteils nicht umgesetzt wurde. Allerdings verfügen die Regionen über eine eigene Steuer, die IRAP, eine Wertschöpfungssteuer, die mit der deutschen Gewerbesteuer vergleichbar ist, sowie über einen Anteil an der IVA (Mehrwertsteuer) und über den regionalen Zuschlagssatz auf die Einkommensteuer (addizionale regionale IRPEF).
Die Institutionen der Regionen mit Normalstatut wurden erst im Jahr 1970 eingerichtet.

#### Autonome Regionen mit Sonderstatut

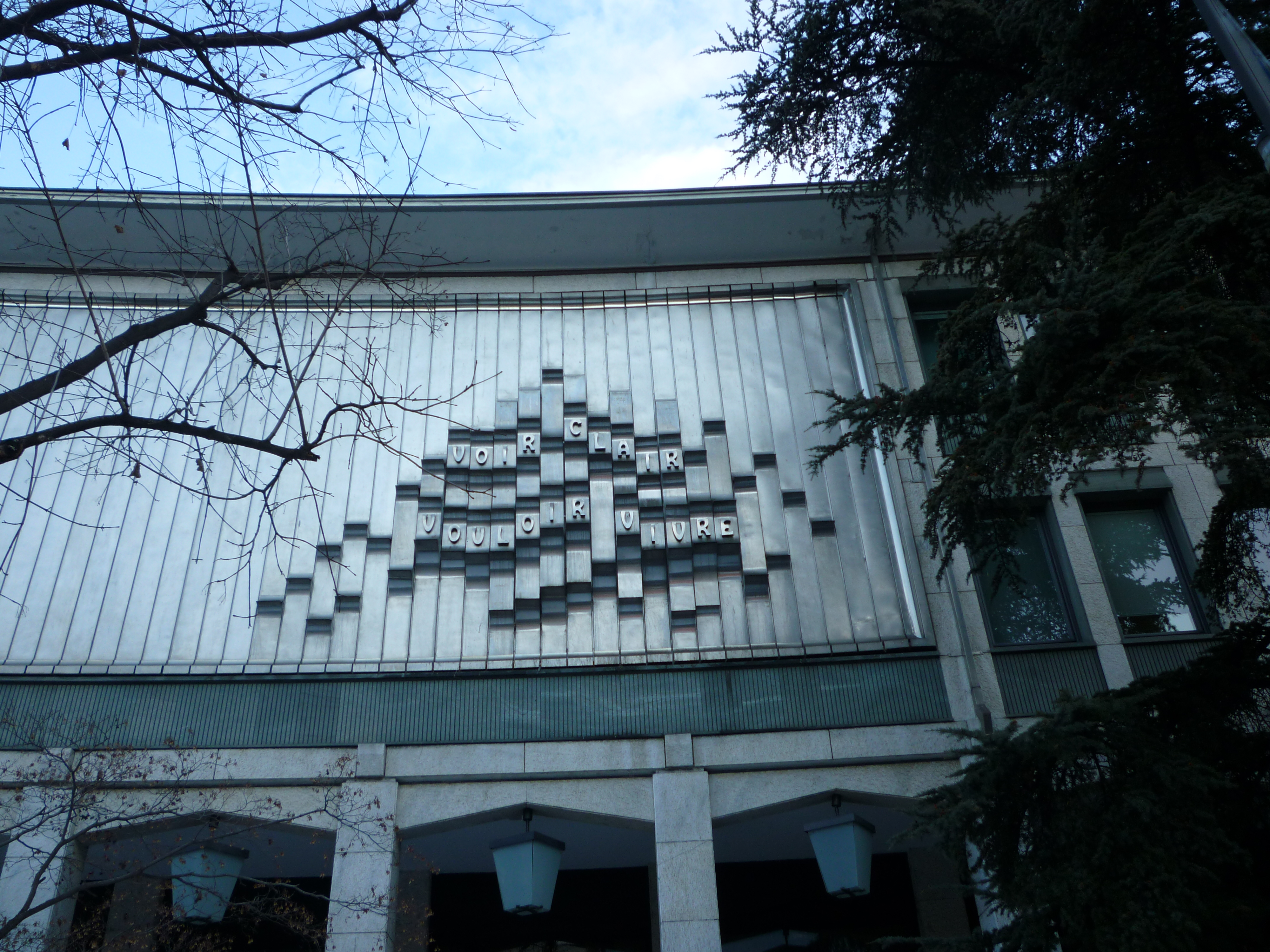
Verwaltungssitz der autonomen Region Aostatal in Aosta

Fünf Regionen verfügen über ein Sonderstatut (statuto speciale). Dieses wird durch ein staatliches Verfassungsgesetz vom Parlament in Rom verabschiedet und steht damit formaljuristisch auf einer Ebene mit der gesamtstaatlichen Verfassung.
Das Sonderstatut regelt die Zuständigkeiten in den Bereichen Gesetzgebung und Verwaltung und die jeweilige Finanzverfassung. Darüber hinaus stehen den autonomen Regionen sämtliche Befugnisse und Mittel zu, die gemäß gesamtstaatlicher Verfassung für Regionen mit Normalstatut vorgesehen sind. Die Regionen mit Sonderstatut verfügen im Ergebnis über weiterreichende Gesetzgebungs- und Verwaltungskompetenzen, die nicht wie in den anderen Regionen vom Staat, sondern von ihnen selbst finanziert werden müssen. Daher gewährt das Sonderstatut auch eine weiterreichende finanzielle Autonomie, als sie die übrigen Regionen mit Normalstatut besitzen. Im Falle des Trentino und Südtirols verbleiben etwa neunzig Prozent der Steuereinnahmen in den Ländern.
Der organisatorische Aufbau und Ablauf der autonomen Regionen wird neben dem Sonderstatut in einem sogenannten statutarischen Gesetz (legge statutaria) geregelt, das vom jeweiligen Regionalrat verabschiedet wird.
Vier der fünf Regionen mit Sonderstatut wurden von der Verfassunggebenden Versammlung im Jahre 1948 geschaffen: Sizilien und Sardinien auf Grund der starken Autonomiebewegungen (auf Sizilien war der Separatismus in der Nachkriegszeit besonders ausgeprägt), das Aostatal zum Schutz der franko-provenzalischsprachigen Minderheit, Trentino-Südtirol, damals Trentino-Tiroler Etschland, zum Schutz der deutschen Mehrheit im Einklang mit dem Pariser Abkommen.
Nachdem der internationale Status Triests geklärt war, wurde 1963 die Region Friaul-Julisch Venetien eingerichtet und erhielt ebenfalls ein Sonderstatut, um den Schutz der slowenischsprachigen Minderheit zu gewährleisten und die wirtschaftliche Entwicklung dieses Randgebietes zu fördern.
1972 trat nach langen Verhandlungen das Zweite Autonomiestatut für Trentino-Südtirol in Kraft, das Grundlage für eine erweiterte Autonomie Südtirols war.

#### Autonome Provinzen

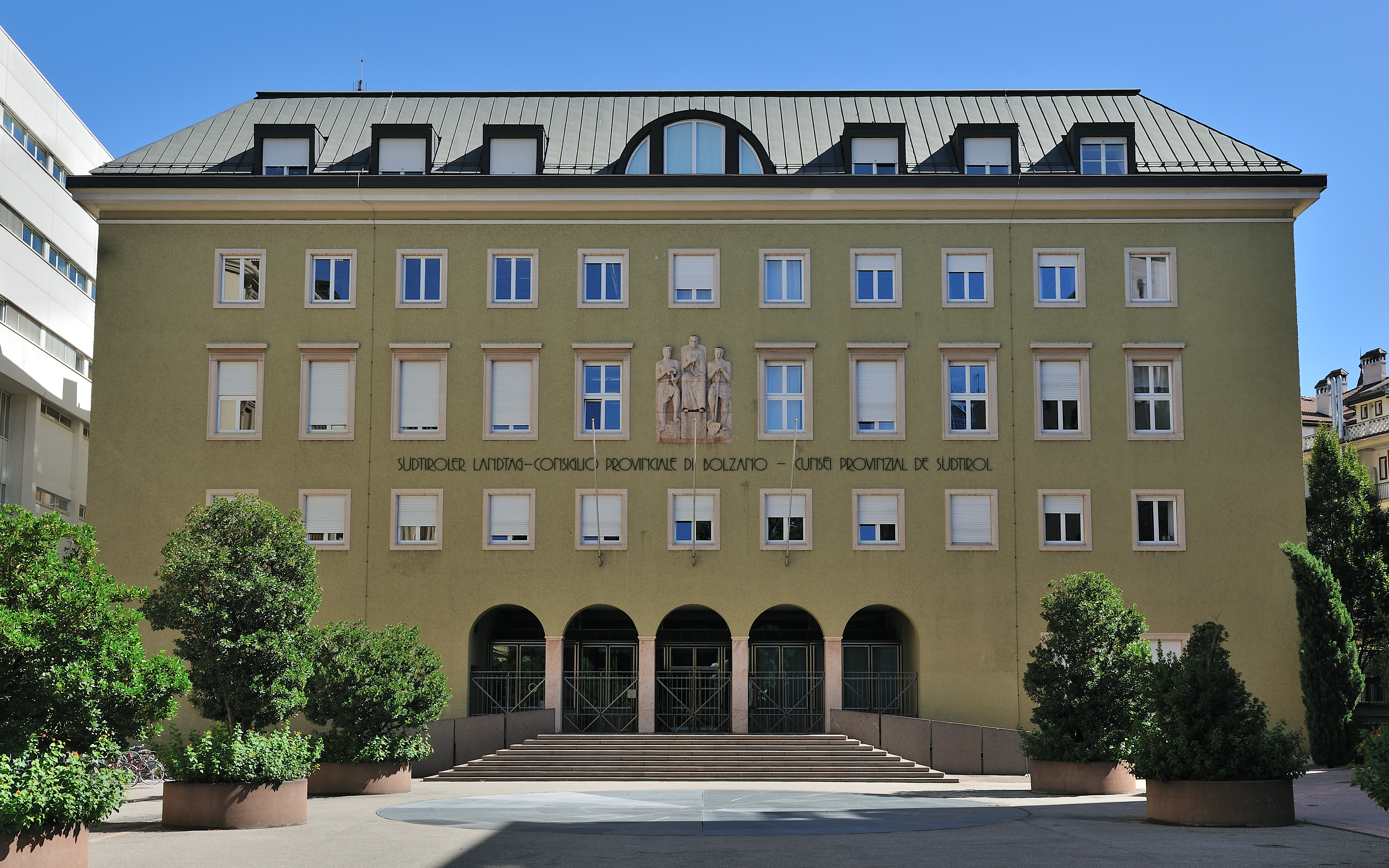
Gebäude des Südtiroler Landtags in Bozen

Die Region Trentino-Südtirol besteht gemäß Artikel 116, Abs. 2 der italienischen Verfassung aus den autonomen Provinzen Trient und Bozen, die auf Deutsch auch als Länder bezeichnet werden (Land Südtirol und Land Trentino). Diese sind mit Befugnissen ausgestattet, die denen von autonomen Regionen entsprechen. Man spricht auch von Provinzen mit Sonderstatut. (→Zweites Autonomiestatut)

### Institutionelle Strukturen
Die Regionen haben jeweils eine eigene direkt gewählte Volksvertretung, den Regionalrat (consiglio regionale), der mit den Landtagen der deutschen Länder vergleichbar ist. Seine Mitglieder werden als Regionalräte (consiglieri regionali) bezeichnet. Die Legislative der Region Sizilien wird der autonomen Ausrichtung zufolge Sizilianische Regionalversammlung (Assemblea Regionale Siciliana, kurz A.R.S.) genannt, ihre Mitglieder sind regionale Abgeordnete (deputati regionali). Der Regionalrat wird für fünf Jahre gewählt und hat die Aufgabe, im Rahmen der regionalen Zuständigkeiten Gesetze zu erlassen und die Regionalregierung zu überwachen.
Im Falle Trentino-Südtirols finden keine direkten Wahlen zum Regionalrat statt. Der Regionalrat von Trentino-Südtirol setzt sich hingegen aus den gewählten Provinzräten (der autonomen Ausrichtung zufolge auch Landtage genannt) der Autonomen Provinzen Bozen und Trient zusammen.
Die Regionalregierung wird vom Präsidenten des Regionalausschusses (presidente della giunta regionale) angeführt, der seit 2000 vom Volk direkt gewählt werden kann. Das Statut, also die regionale Verfassung, kann jedoch auch die Wahl durch den Regionalrat vorsehen. Der Präsident des Regionalausschusses ist gleichzeitig Präsident der Region (presidente della regione) und wird inoffiziell auch Gouverneur (governatore) genannt.
Im Aostatal und in Trentino-Südtirol wird der Präsident nicht vom Wahlvolk direkt, sondern vom Regionalrat gewählt. Der Regionalrat von Trentino-Südtirol orientiert sich bei der Wahl des Regionalpräsidenten am Rotationsprinzip, wonach die Präsidenten der zwei Autonomen Provinzen, auch Landeshauptleute genannt, jeweils für die Dauer einer halben Legislaturperiode (etwa zweieinhalb Jahre) an die Spitze der Region gewählt werden.
Der Präsident der Region leitet den Regionalausschuss (giunta regionale, etwa: Regionalregierung), in dem die als assessori bezeichneten Regionalminister vertreten sind, die er nach Belieben bestellen und abberufen kann. Darüber hinaus hat der Präsident die Aufgabe, die vom Regionalrat genehmigten Gesetze zu verkünden, die Sitzungen der Regionalregierung einzuberufen und diese zu leiten sowie die Region in allen Belangen zu vertreten. Wird dem direkt gewählten Präsidenten das Vertrauen entzogen, tritt er zurück oder lebt er ab, müssen Neuwahlen einberufen werden.
Aufgabe der Regionalregierung als ganzer ist es, die Regionalgesetze durchzuführen, die Sachbereiche regionaler Zuständigkeit zu verwalten, Weisungen an die untergeordneten Regionalbehörden zu erteilen.

### Regionale Befugnisse

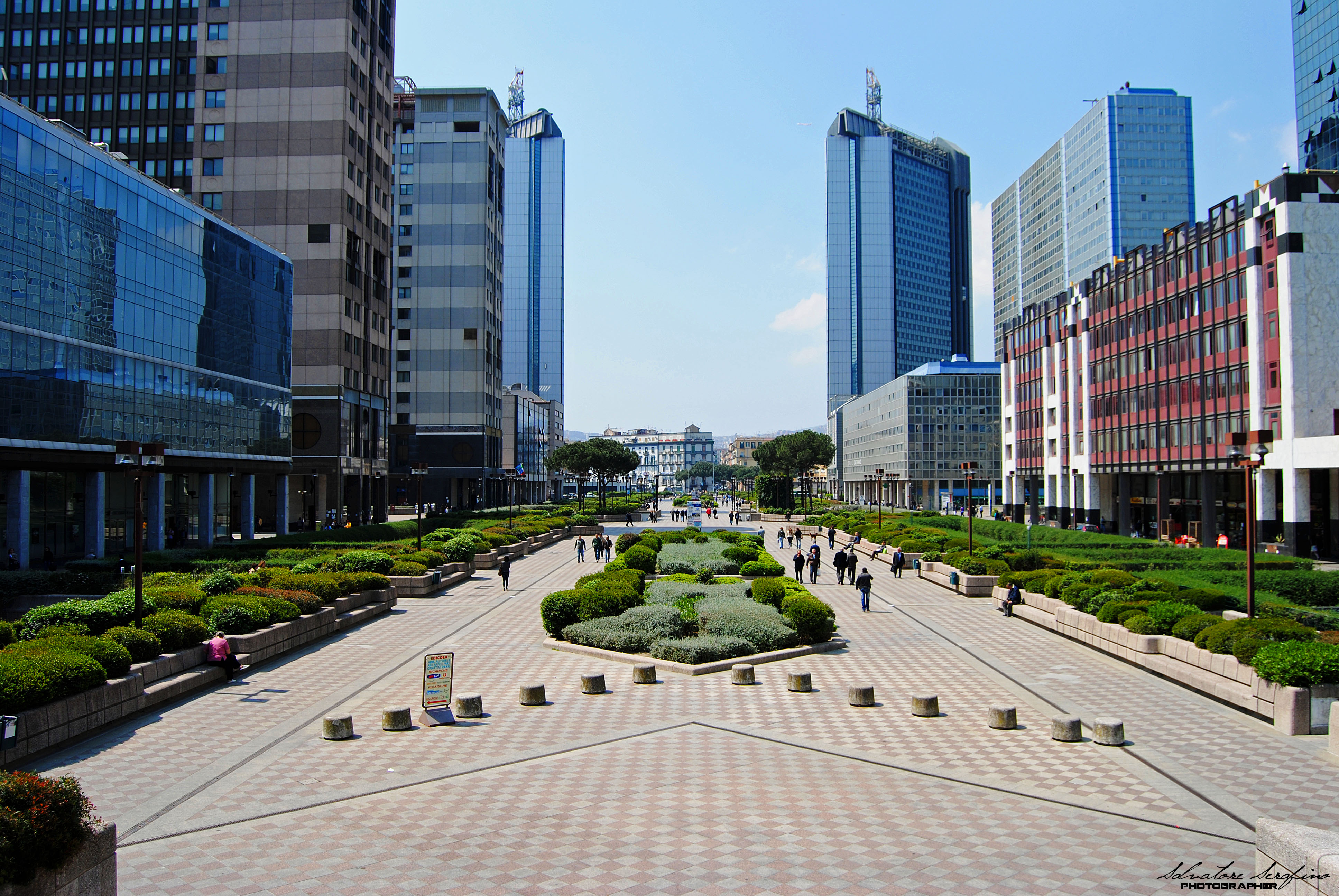
Der Centro Direzionale in Poggioreale (Neapel), an dem auch der Regionalrat von Kampanien seinen Sitz hat.

#### Gesetzgebung
Im italienischen Verfassungssystem sind der Staat und die Regionen bzw. Autonomen Provinzen die Träger der Gesetzgebung.
Die gesetzlichen Zuständigkeiten des Staates sind in der italienischen Verfassung niedergelegt. Es gilt dabei die ausschließliche residuale Gesetzgebungsbefugnis der Regionen, das heißt, für alle Sachgebiete, die von der Verfassung nicht ausdrücklich der staatlichen Gesetzgebung vorbehalten sind, steht den Regionen die Gesetzgebungsbefugnis zu.
Weitere Bereiche gehören zur Rahmengesetzgebung (italienisch competenza concorrente). Der Staat legt die wesentlichen Grundsätze eines Sachgebietes per Rahmengesetz fest; jede einzelne Region oder autonome Provinz ist befugt, durch eigene Gesetze diese Grundsätze weiterzuentwickeln, zu präzisieren und den eigenen Bedürfnissen anzupassen.
Durch eine umfassende Verfassungsreform aus dem Jahr 2001 (Verfassungsänderungsgesetz 3/2001) wurde den italienischen Regionen damit grundsätzlich die allgemeine Gesetzgebungsbefugnis übertragen. Während sich die Kompetenzen der Regionen mit Normalstatut vor der Reform auf die in der Verfassung aufgelisteten Sachgebiete beschränkten und nur insofern ausgeübt werden konnten, dass ein Staatsgesetz die Grundzüge der Materie regelte, so ist es heute der Staat, dessen ausschließliche Gesetzgebungsbefugnis auf eine Reihe aufgezählter Sachgebiete beschränkt ist.
In den Autonomen Regionen regeln neben der gesamtstaatlichen Verfassung die jeweiligen Sonderstatute die Kompetenzverteilung zwischen Staat und Region bzw. Autonomer Provinz. Nach dem Sonderstatut Trentino-Südtirols unterscheidet man primäre und sekundäre Zuständigkeiten der Autonomen Provinzen von jenen des Staates. Während letzterem im Wesentlichen die Regelung der Kernbereiche Einwanderung, Verteidigung, Polizei, Justiz und Finanzwesen vorbehalten ist, sind das Trentino und Südtirol primär für die Bereiche Kultur, Berufsausbildung, Kindergärten, Soziales, Straßen, Wohnbau, öffentlicher Nahverkehr, Tourismus, Handwerk, Handel, Industrie, Landwirtschaft, Zivilschutz, Naturparks zuständig und können insoweit eigene Gesetze erlassen, ohne grundsätzlich auf Staatsgesetze Rücksicht nehmen zu müssen. In den sekundären Kompetenzbereichen Schule, Gesundheit, Sport sind die Autonomen Provinzen nach den Maßgaben der Rahmengesetzgebung zuständig.
Zivil- und Strafrecht bleiben allerdings in allen Regionen (auch in den autonomen Regionen) im Zuständigkeitsbereich des Staates und der Verfassungsgerichtshof tendiert dazu, auch die eigentlich ausschließlich oder primär regionalen Befugnisse restriktiv auszulegen.
Die Gesetzgebungsgewalt wird vom Regionalrat bzw. vom Landtag der Autonomen Provinzen ausgeübt. Eine beratende Rolle hat im Gesetzgebungsverfahren der sogenannte „Rat der Lokalautonomien“ (Consiglio delle autonomie locali), der auf regionaler Ebene die Interessen der Metropolitanstädte, Provinzen, Kommunen und Kommunalverbände vertritt. Meist hat dieses aus Provinzpräsidenten, Bürgermeistern und anderen Vertretern der Kommunen bestehende Organ ein Recht auf Gesetzesinitiative, insbesondere wenn es um die Belange der unteren Gebietskörperschaften geht.

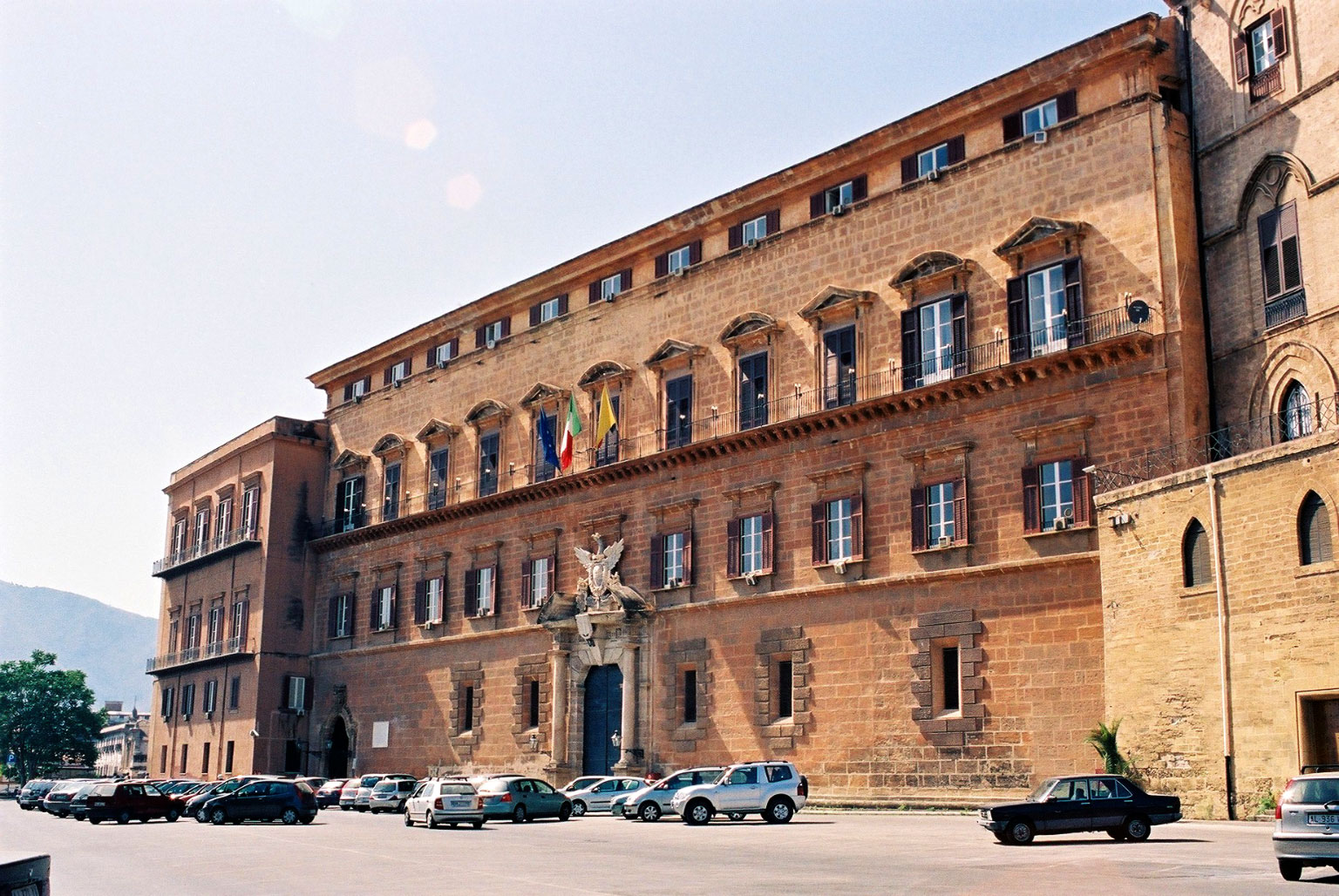
Der Normannenpalast in Palermo, Sitz der Sizilianischen Regionalversammlung

#### Verordnungen
Die Befugnis, im Rang unterhalb von den Gesetzen stehende Verordnungen zu erlassen, steht neben dem Staat und den Regionen auch den Metropolitanstädten, Provinzen und Gemeinden zu.
Dem Staat steht die Befugnis auf Erlass von Verordnungen in den Sachgebieten seiner ausschließlichen Gesetzgebung zu. Er kann den Regionen per Gesetz die Ermächtigung erteilen, an seiner statt Verordnungen in jenem Bereich zu erlassen.
Den Regionen steht nach allgemeiner Rechtslage die Befugnis auf Erlass von Verordnungen in den Bereichen der Rahmengesetzgebung und ausschließlichen regionalen Gesetzgebung zu.
Gemeinden, Provinzen und Metropolitanstädte besitzen die Verordnungsgewalt für die Regelung der Organisation und der Wahrnehmung der ihnen zuerkannten Aufgaben.

#### EU- und völkerrechtliche Befugnisse
Im Bereich ihrer Zuständigkeiten wirken die Regionen und die autonomen Provinzen Trient und Bozen bei der Abfassung der europäischen Rechtsakten mit und sorgen für die Ausführung und den Vollzug der internationalen Verträge und der europäischen Rechtsakten.
Im Rahmen ihrer Zuständigkeitsbereiche kann die Region auch Abkommen mit Staaten und Vereinbarungen mit internen Gebietskörperschaften anderer Staaten abschließen. Allerdings muss ein Staatsgesetz Fälle und Formen dieser Befugnisse regeln.

### Kontrollen

#### Kontrollen des Staates gegenüber den Regionen

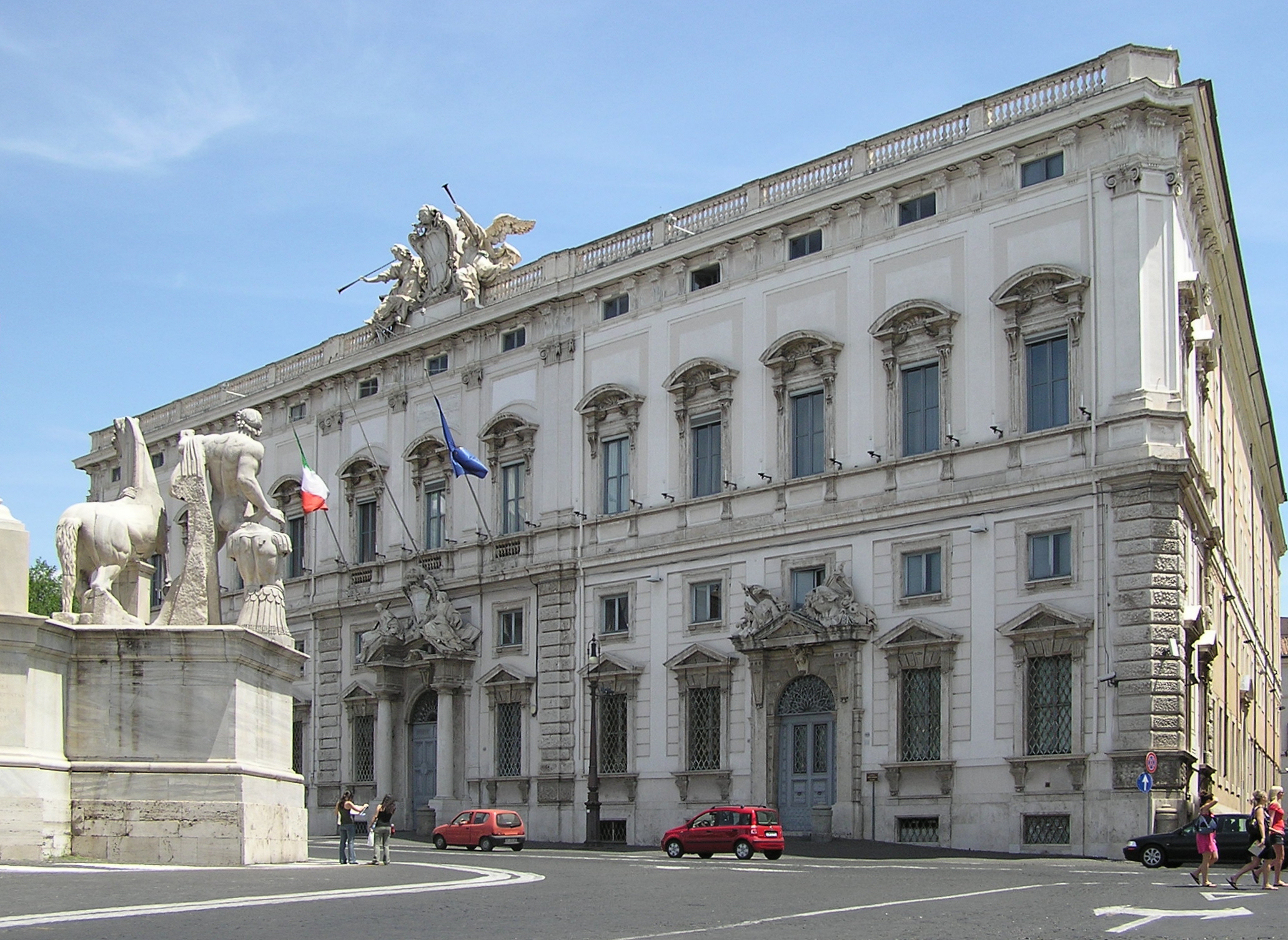
Palazzo della Consulta, Sitz des italienischen Verfassungsgerichtshofes in Rom

Die nationale Regierung kann Regionalgesetze gemäß Art. 127 der Verfassung innerhalb von sechzig Tagen nach ihrer Veröffentlichung vor dem Verfassungsgerichtshof anfechten, wenn sie der Ansicht ist, dass die Zuständigkeiten der Regionen überschritten wurden.
Die in fast allen Regionen mittlerweile abgeschafften Regierungskommissare hatten die Macht, ein regionales Gesetz vor seiner Veröffentlichung anzufechten. Nur in Bozen und Trient existiert das Regierungskommissariat weiter, allerdings ohne jene schwerwiegende Befugnis. Der Regierungskommissar übt nur mehr die Funktionen eines Präfekten aus, das heißt ihm untersteht die dezentrale staatliche Verwaltung.
Die nationale Regierung hat auch das Recht, innerhalb von dreißig Tagen nach Veröffentlichung des Regionalstatuts dessen Verfassungsmäßigkeit durch Klage vor dem Verfassungsgericht anzufechten. Dies gilt nur für Regionen mit Normalstatut.
Auch die regionalen Institutionen unterstehen der staatlichen Kontrolle. Zum einen besteht eine Ersatzkontrolle durch die nationale Regierung. Im Fall der Nichteinhaltung von internationalen Normen, Verträgen oder von der europäischen Gesetzgebung; im Fall von schwerer Gefährdung der öffentlichen Unversehrtheit bzw. Sicherheit; wenn es der Schutz der Rechts- und Wirtschaftseinheitlichkeit, insbesondere der Schutz der wesentlichen Leistungsniveaus bezüglich der Zivil- und Sozialrechte erfordern, kann die nationale Regierung anstelle von Regionalorganen eintreten.
Bei verfassungswidrigem Verhalten oder schwerwiegenden Verstößen gegen die Gesetze kann sogar die Auflösung des Regionalrates und die Amtsenthebung des Präsidenten der Regionalregierung veranlasst werden. Auflösung und Amtsenthebung können auch aus Gründen der Staatssicherheit angeordnet werden.

#### Kontrollen der Regionen gegenüber dem Staat (und den anderen Regionen)
Die Region kann, wenn sie erachtet, dass ein Gesetz des Staates oder einer anderen Region ihren Zuständigkeitsbereich verletzt, eine Verfassungsklage einbringen.
Sie kann bei Verwaltungsstreitigkeiten eine Zuständigkeitsklage vor dem Verfassungsgerichtshof erheben.

### Koordinierung zwischen Staat und Regionen

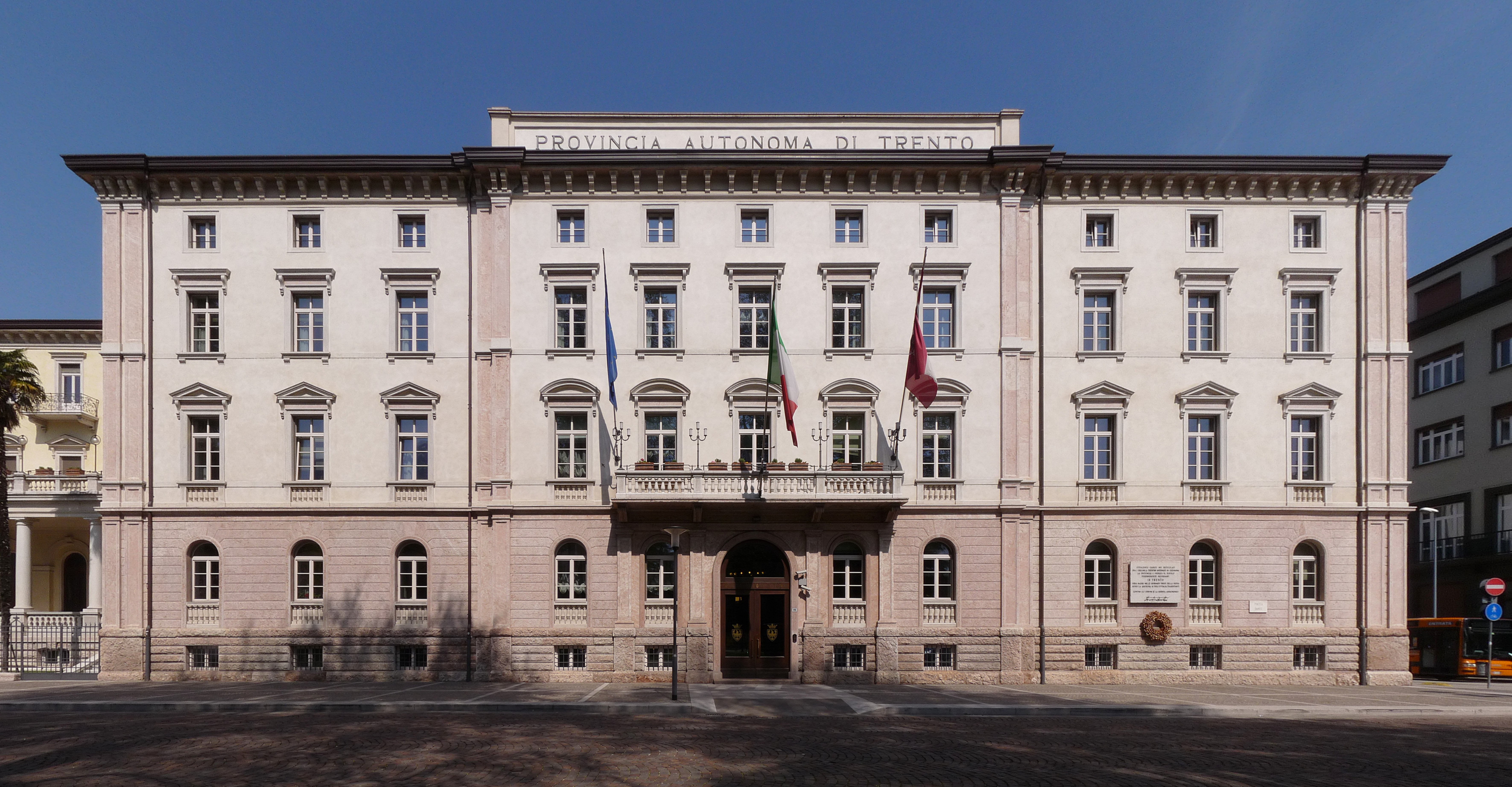
Sitz des Landtags der autonomen Provinz Trient

Da es im politischen System Italiens keinen Bundesrat nach deutschem Muster gibt, mit dem sich die italienischen Regionen wie die deutschen Bundesländer an der gesamtstaatlichen Gesetzgebung beteiligen könnten, wurde 1983 die Staat-Regionen-Konferenz ins Leben gerufen. Sie ist seit Ende der 1980er Jahre als Kollegialorgan offiziell anerkannt.
Das gesetzesvertretende Dekret 281/1997 regelt ihre Zusammensetzung und ihre Funktionsweise: Vorsitzender ist der Ministerpräsident, stellvertretender Vorsitzender der Regionenminister. An der Konferenz wirken alle Präsidenten der Regionen und autonomen Provinzen (die Landeshauptleute von Südtirol und Trentino) mit. Die Staat-Regionen-Konferenz dient vor allem dem Informationsaustausch sowie der Koordinierung zwischen Staat und Regionen.

### Territoriale Gliederung
Mit Ausnahme des Aostatals und von Friaul-Julisch Venetien sind die Regionen in Provinzen und im Wesentlichen provinzäquivalente Metropolitanstädte untergliedert.
Die unterste Ebene der Gebietskörperschaften unterhalb der Provinzen und Metropolitanstädte bilden die Gemeinden. Die Neugliederung der Gemeinden liegt im Zuständigkeitsbereich der jeweiligen Region: Nach Befragung der betroffenen Bevölkerung können sie durch eigene Gesetze neue Gemeinden bilden, Bezirke ändern und die Gemeinden umbenennen.

## Übersichtstabelle (Stand 31. Juli 2022)
- NUTS: NUTS-Code
- Prov.: Anzahl der Provinzen einschließlich Metropolitanstädte, siehe Italienische Provinzen #Liste
- Gem.: Anzahl der Gemeinden
- Sen.: Anzahl der Senatoren

| Region (deutsch)          | NUTS     | (italienisch)         | Lage | Hauptstadt | Bevölkerung | Fläche in km² | Provinzen 2 | Gemeinden | Senatoren 3 |
| ------------------------- | -------- | --------------------- | ---- | ---------- | ----------- | ------------- | ----------- | --------- | ----------- |
| Lombardei                 | ITC4     | Lombardia             |      | Mailand    | 10.012.054  | 23.863        | 12          | 1.506     | 31          |
| Latium                    | ITE4     | Lazio                 |      | Rom        | 5.714.745   | 17.232        | 5           | 378       | 18          |
| Kampanien                 | ITF3     | Campania              |      | Neapel     | 5.593.906   | 13.671        | 5           | 550       | 18          |
| Venetien                  | ITD3     | Veneto                |      | Venedig    | 4.852.216   | 18.345        | 7           | 563       | 16          |
| Sizilien 1                | ITG1     | Sicilia               |      | Palermo    | 4.797.359   | 25.832        | 9           | 390       | 16          |
| Emilia-Romagna            | ITD5     | Emilia-Romagna        |      | Bologna    | 4.451.938   | 22.453        | 9           | 328       | 14          |
| Piemont                   | ITC1     | Piemonte              |      | Turin      | 4.251.623   | 25.387        | 8           | 1.181     | 14          |
| Apulien                   | ITF4     | Puglia                |      | Bari       | 3.890.661   | 19.541        | 6           | 257       | 13          |
| Toskana                   | ITE1     | Toscana               |      | Florenz    | 3.660.530   | 22.987        | 10          | 273       | 12          |
| Kalabrien                 | ITF6     | Calabria              |      | Catanzaro  | 1.838.568   | 15.221        | 5           | 404       | 6           |
| Sardinien 1               | ITG2     | Sardegna              |      | Cagliari   | 1.570.453   | 24.100        | 8           | 377       | 5           |
| Ligurien                  | ITC3     | Liguria               |      | Genua      | 1.509.140   | 5.416         | 4           | 234       | 5           |
| Marken                    | ITE3     | Marche                |      | Ancona     | 1.482.746   | 9.427         | 5           | 228       | 5           |
| Abruzzen                  | ITF1     | Abruzzo               |      | L’Aquila   | 1.269.571   | 10.831        | 4           | 305       | 4           |
| Friaul-Julisch Venetien 1 | ITD4     | Friuli-Venezia Giulia |      | Triest     | 1.194.616   | 7.924         | 0 b         | 215       | 4           |
| Trentino-Südtirol 1       | ITD1/2 4 | Trentino-Südtirol     |      | Trient     | 1.082.702   | 13.616        | 2           | 282       | 6           |
| Umbrien                   | ITE2     | Umbria                |      | Perugia    | 853.068     | 8.464         | 2           | 92        | 3           |
| Basilikata                | ITF5     | Basilicata            |      | Potenza    | 533.233     | 10.073        | 2           | 131       | 3           |
| Molise                    | ITF2     | Molise                |      | Campobasso | 289.224     | 4.460         | 2           | 136       | 2           |
| Aostatal 1                | ITC2     | Valle d’Aosta         |      | Aosta      | 122.877     | 3.261         | 0 a         | 74        | 1           |

Angaben vom Istituto Nazionale di Statistica, Stand 31. Juli 2022
1 Region mit Sonderstatut
2 inkl. Metropolitanstädten
3 Insgesamt 196 in den Regionen gewählte Senatoren, zuzüglich vier von Auslandsitalienern gewählte und Senator auf Lebenszeit
4 für diese Region ist der NUTS-Code (je Provinz) etwas abweichend zum ISO 3166-2-Code der politischen innerstaatlichen Gliederung (IT-32 für die Region)
a die Aufgaben der Provinz werden von der Region Aostatal übernommen
b Die vier Provinzen von Friaul-Julisch Venetien (Görz, Pordenone, Triest und Udine) wurden als selbständige Institutionen abgeschafft, bestehen aber als Verwaltungssprengel dezentraler regionaler und staatlicher Verwaltungen bzw. als statistische Gebiete fort. Zudem erstrecken sich über das Gebiet der vier ehemaligen Provinzen vier Körperschaften regionaler Dezentralisierung, auf Italienisch enti di decentramento regionale, kurz EDR.

## Reformpläne

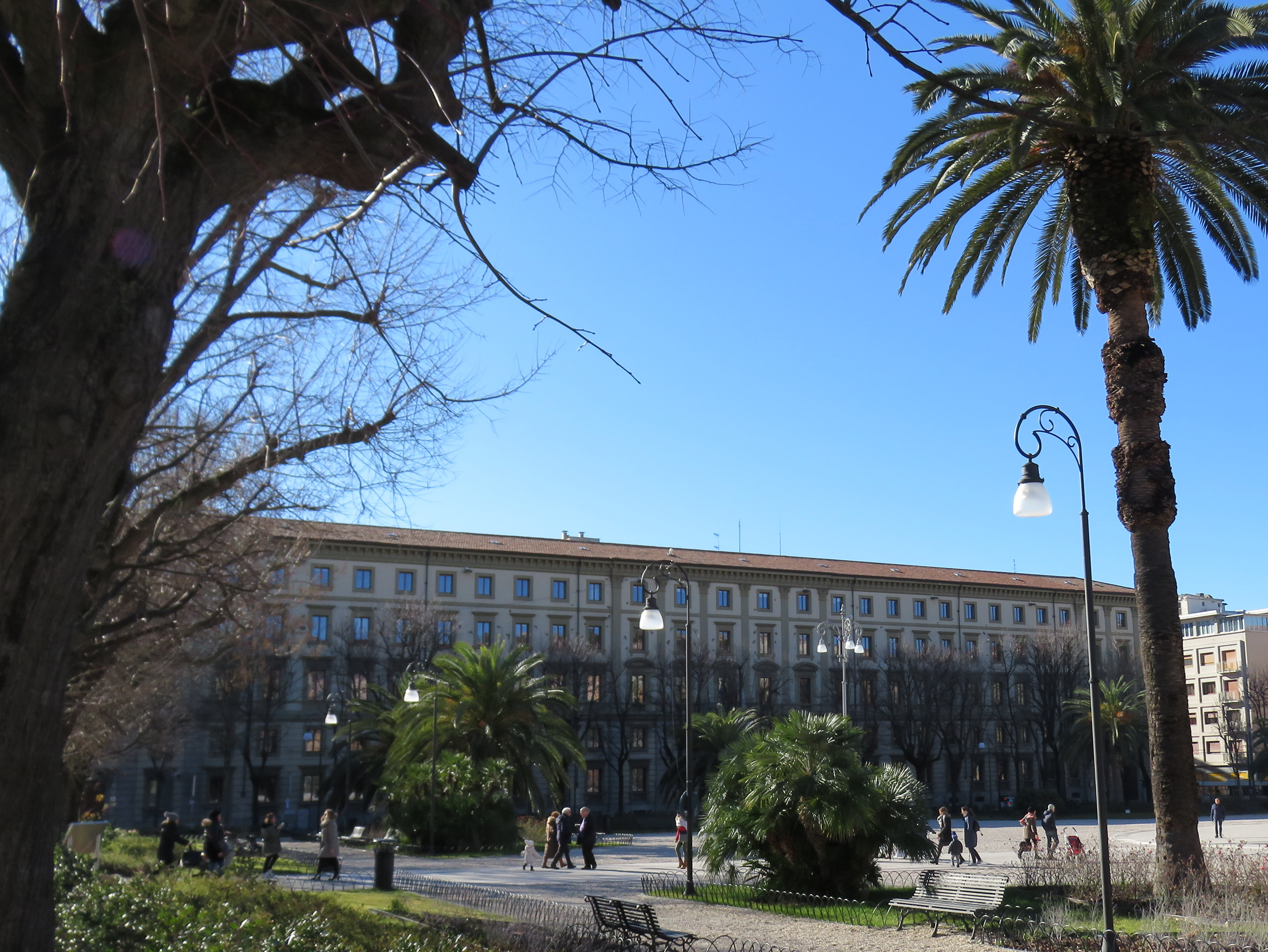
Palazzo delle Marche, Sitz des Regionalrats der Marken

Durch das vom Kabinett Berlusconi III Ende 2005 mittels ihrer Mehrheit in Abgeordnetenhaus und Senat verabschiedete Verfassungsänderungsgesetz sollte die Autonomie aller Regionen weiter ausgebaut werden. Neue Gesetzeskompetenzen sollten ausschließlich den Regionen zugestanden werden, wie etwa das Schul- und Gesundheitswesen und die Verwaltungspolizei. Kompensiert werden sollte die Stärkung der regionalen Befugnisse mit der Wiedereinführung des nationalen Interesses als Beschränkung der regionalen Gesetzgebung. Zudem sollte der bisher direkt gewählte italienische Senat aus Vertretern der Regionen gebildet werden und in Föderaler Senat (Senato Federale) umbenannt werden. Das Inkrafttreten dieses Reformpakets, die sog. devoluzione (abgeleitet vom englischen Begriff Devolution), wurde aber von einem Referendum (Volksentscheid) abhängig gemacht, welches am 25. und 26. Juni 2006 stattfand und außer in Venetien und der Lombardei mit großer Mehrheit abgelehnt wurde.
Die vom Kabinett Renzi angestrebte Änderung der italienischen Verfassung sollte den italienischen Senat in eine Versammlung der Vertreter der italienischen Regionen und der italienischen Gemeinden umwandeln und, anders als der Reformplan Berlusconis, bisherige Kompetenzen der Regionen zum Gesamtstaat zurückführen. Auch diese Reform scheiterte allerdings an einem Referendum am 4. Dezember 2016, sie wurde nur in der Toskana, in der Emilia-Romagna und in Südtirol angenommen.
Unter dem Kabinett Berlusconi IV sollte zudem auf Verlangen der Lega Nord die finanzielle Autonomie (federalismo fiscale) der Regionen mit Normalstatut verfassungskonform umgesetzt werden. Tatsächlich hat in diesem Bereich insbesondere während des Kabinetts Monti eine Rezentralisierung der öffentlichen Finanzen stattgefunden, und selbst den Regionen mit Sonderstatut wurden erhebliche Einsparungen aufgebürdet, die vom Verfassungsgerichtshof teilweise wieder aufgehoben wurden.
Darüber hinaus wird eine Neugliederung der Regionen immer wieder debattiert, die zu einer Verringerung ihrer Anzahl führen soll. Hierfür gibt es diverse Modelle, die von einer Konsolidierung auf zwölf Regionen bis hin zu einer Aufteilung Italiens in die drei Makroregionen Nord, Mitte und Süd reichen (dazwischen gibt es Vorschläge für ein 11-Regionen-, 10-Regionen, 8-Regionen-, 7-Regionen, 4-Regionen Modell bzw. für eine Institutionalisierung der fünf Gruppen italienischer Regionen gemäß Eurostat).
Auch die Überwindung von Italiens differenziertem Regionalismus mit der Abschaffung der Regionen und Provinzen mit Sonderstatut steht zur Diskussion. Gegner der Sonderautonomien kritisieren deren Privilegien, die Befürworter einer Beibehaltung bzw. eines Ausbaus der Autonomie aller Regionen verweisen auf die Erfolge der Regionen und Provinzen mit Sonderstatut Norditaliens, insbesondere Trentino-Südtirols.

## Regionalwahlen

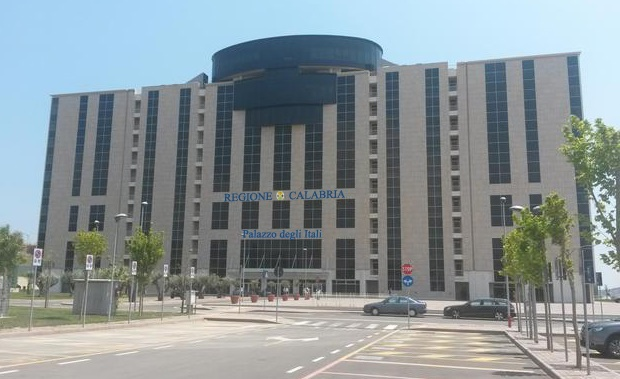
Palazzo degli Itali in Catanzaro, Sitz der Regionalverwaltung Kalabriens

Die Regionen und autonomen Provinzen können über das anzuwendende Wahlsystem selbst bestimmen. Die regionalen Wahlgesetze orientieren sich im Wesentlichen am staatlichen Gesetz 43/1995, nach seinem Verfasser auch Tatarella-Gesetz genannt, das ursprünglich für alle Regionen mit Normalstatut galt und vorsah, dass vier Fünftel der Sitze im Regionalrat gemäß der Stimmenstärke der Parteien vergeben wurden. Das Gesetz sah auch eine Sperrklausel von 3 % vor, die allerdings entfiel, wenn eine Partei unterhalb der Drei-Prozent-Hürde mit einer Partei, die mehr als 5 % der Stimmen erreichen konnte, eine Koalition gebildet hatte. Das restliche Fünftel der Sitze wurde der Siegerkoalition zugesprochen, um stabile Regierungsmehrheiten zu garantieren. Die diesen Grundsätzen entsprechenden regionalen Wahlgesetze gewährleisten, dass die regionalen Regierungen in der Regel über die gesamte fünfjährige Legislaturperiode im Amt bleiben (mit Ausnahme des Aostatals, wo entsprechende Regelungen nicht bestehen und seit 2017 mehrfache Regierungswechsel stattgefunden haben).
Während Italiens Erster Republik (bis zum Zerfall des bis dahin etablierten politischen Systems im Rahmen des Korruptionsskandals Tangentopoli) wurden die meisten Regionen von den italienischen Christdemokraten und den verbündeten italienischen Sozialisten regiert, mit Ausnahme der Emilia-Romagna, der Toskana und Umbriens, die überwiegend von den Kommunisten regiert wurden.
Seit der Etablierung von Italiens Zweiter Republik bestimmen rivalisierende Mitte-rechts- (angeführt von der Forza Italia, der Lega Nord und den Fratelli d’Italia) und Mitte-links-Koalitionen (angeführt vom Partito Democratico bzw. dessen Vorgängerparteien) die politische Landschaft auf regionaler Ebene. Den Regionalwahlen wird seitdem eine höhere Relevanz beigemessen, mit Auswirkungen auf die gesamtstaatliche Politik. Die ersten Regionalwahlen in den Regionen mit Normalstatut während der Zweiten Republik fanden 1995 statt. Im Jahr 2000 konnte sich Silvio Berlusconis Mitte-rechts-Koalition als Sieger bei den Regionalwahlen behaupten. In der Folge trat Ministerpräsident Massimo D’Alema zurück, um eine neue gesamtstaatliche Regierung zu bilden. Nach den Wahlen von 2005 wurden nur noch vier Regionen von Mitte-rechts-Bündnissen regiert: Lombardei, Venetien, Molise und Sizilien. Aufgrund dieser Wahlen, bei denen sechs Regionen an Mitte-Links verloren gingen, trat Ministerpräsident Berlusconi zurück und bildete eine neue Regierung.
Während einzelne Regionen seit Bestehen der Zweiten Republik durchgehend von einem Lager regiert werden – so wird seit 1995 etwa die Lombardei von Mitte-rechts-Bündnissen, die Emilia-Romagna von Mitte-links-Bündnissen regiert – gab es in etlichen Regionen Regierungswechsel.
In den autonomen Regionen und Provinzen bestimmen teilweise Regionalparteien die politischen Geschicke, die nicht italienweit vertreten sind: In der autonomen Provinz Bozen – Südtirol regiert seit 1948 ununterbrochen die Südtiroler Volkspartei, in der autonomen Region Aostatal werden die Regierungen maßgeblich von der Union Valdôtaine (mit)bestimmt.
Die politischen Umbrüche in Italien seit den Parlamentswahlen in Italien 2013 mit dem Aufstieg der Fünf-Sterne-Bewegung haben die Regionen teilweise erreicht, seit 2024 stellt die Bewegung die Regionalpräsidentin der autonomen Region Sardinien.
Aktuell (März 2024) regieren Mitte-rechts-Koalitionen in dreizehn Regionen, davon in fünf unter Führung der Forza Italia, in vier unter Führung der Lega Nord, in zwei unter Führung von Fratelli d’Italia, in Ligurien unter Führung der Kleinpartei des Regionalpräsidenten, im Latium unter Führung eines Parteilosen. In der Region Trentino-Südtirol bilden Südtiroler Volkspartei, Lega Nord und Fratelli d’Italia zusammen mit kleineren Parteien die Regionalregierung. In drei Regionen stellt der Partito Democratico den Präsidenten, der Präsident von Apulien ist ein parteiloser früherer Parteiangehöriger des Partito Democratico. Sardinien wird von der Fünf-Sterne-Bewegung in Rahmen einer Koalition regiert, die auch den Partito Democratico umfasst. Im Aostatal regieren die Autonomisten von Union Valdôtaine und Stella Alpina zusammen mit weiteren Regionalparteien und dem Partito Democratico.

### Amtierende Regionalpräsidenten
| Region                  | Präsident            | im Amt seit | nächste Wahlen | Partei                         |
| ----------------------- | -------------------- | ----------- | -------------- | ------------------------------ |
| Aostatal                | Renzo Testolin       | 2023        | 2025           | UV                             |
| Piemont                 | Alberto Cirio        | 2019        | 2029           | FI                             |
| Lombardei               | Attilio Fontana      | 2018        | 2028           | Lega                           |
| Ligurien                | Marco Bucci          | 2024        | 2029           | parteilos Mitte-rechts-Bündnis |
| Trentino-Südtirol       | Arno Kompatscher     | 2024        | 2026 5         | SVP                            |
| Venetien                | Luca Zaia            | 2010        | 2025           | Lega                           |
| Friaul-Julisch Venetien | Massimiliano Fedriga | 2018        | 2028           | Lega                           |
| Emilia-Romagna          | Michele De Pascale   | 2024        | 2029           | PD                             |
| Toskana                 | Eugenio Giani        | 2020        | 2025           | PD                             |
| Umbrien                 | Stefania Proietti    | 2024        | 2029           | parteilos Mitte-links-Bündnis  |
| Marken                  | Francesco Acquaroli  | 2020        | 2025           | FdI                            |
| Latium                  | Francesco Rocca      | 2023        | 2028           | parteilos Mitte-rechts-Bündnis |
| Abruzzen                | Marco Marsilio       | 2019        | 2029           | FdI                            |
| Molise                  | Francesco Romani     | 2023        | 2028           | FI                             |
| Kampanien               | Vincenzo De Luca     | 2015        | 2025           | PD                             |
| Apulien                 | Michele Emiliano     | 2015        | 2025           | parteilos Mitte-links-Bündnis  |
| Basilikata              | Vito Bardi           | 2019        | 2029           | FI                             |
| Kalabrien               | Roberto Occhiuto     | 2021        | 2026           | FI                             |
| Sizilien                | Renato Schifani      | 2022        | 2027           | FI                             |
| Sardinien               | Alessandra Tode      | 2024        | 2029           | M5S                            |